# Гирдвуд-Райх, Джейк
Джейк Макс Гирдвуд-Райх (англ. Jake Girdwood-Reich; род. 26 мая 2004, Сидней) — австралийский футболист, полузащитник клуба «Сент-Луис Сити».

## Клубная карьера
Гирдвуд-Райх — воспитанник клубов «Сидней Олимпик», шотландского «Сент-Джонстон», «АПИА Лайххардт» и «Сидней». 31 июля 2022 года в поединке Кубка Австралии против «Сентрал Кост Маринерс» игрок дебютировал за основной состав последних. 29 октября в матче против «Макартура» он дебютировал в Эй-лиге. 3 февраля 2024 года в поединке против «Уэстерн Юнайтед» Джейк забил свой первый гол за «Сидней». По итогам сезона 2023/24 Гирдвуд-Райх попал в символическую сборную Эй-лиги в качестве запасного.
3 июня 2024 года было объявлено о переходе Гирдвуд-Райха в клуб MLS «Сент-Луис Сити» после открытия летнего трансферного окна в американской лиге 18 июля. Игрок подписал с клубом контракт до конца сезона 2027 с опцией продления на сезон 2028. Сумма трансфера составила рекордные для «Сиднея» 1,3 млн долларов. В MLS он дебютировал 20 июля в матче против «Спортинга Канзас-Сити», выйдя на замену в конце второго тайма вместо Акила Уоттса.

## Международная карьера
В 2023 году в составе молодёжной сборной Австралии Гирдвуд-Райх принял участие в молодёжном Кубке Азии в Узбекистане. На турнире он сыграл в матчах против команд Ирана и Узбекистана.
В 2024 году в составе олимпийской сборной Австралии Гирдвуд-Райх принял участие в молодёжном чемпионате Азии в Катаре. На турнире он сыграл в матче против команды Катара

## Достижения
Командные
 «Сидней»
- Обладатель Кубка Австралии: 2023

Личные
- Член символической сборной чемпионата Австралии: 2023/24 (запасной)